# Mari Carmen Izquierdo
María del Carmen Izquierdo Vergara (Lerma, Burgos, 22 de febrero de 1950-Madrid, 30 de julio de 2019) fue una periodista española, pionera del periodismo deportivo.

## Biografía
Graduada en la Escuela Oficial de Periodismo de Madrid, su carrera estuvo estrechamente vinculada a la información deportiva, y fue en su momento una auténtica pionera de la presencia femenina en España en esta área del periodismo tradicionalmente ocupada por los hombres.
Comenzó su actividad en el diario deportivo As y un año después ingresaba en Televisión Española. Fue la primera mujer en informar sobre deporte en la historia del medio en España, y en una primera etapa lo hizo en el noticiario 24 horas (1970-1972) que dirigía Manuel Martín Ferrand en la Segunda Cadena.
Posteriormente desempeñaría tareas de presentación en los espacios deportivos Tiempo y marca, y Estudio Estadio, y a finales de los años setenta y principios de los ochenta se encargó de la sección Deportes en el Telediario, el principal informativo de la cadena.
Al mismo tiempo pudo realizar la cobertura de diversos acontecimientos como Juegos Olímpicos, Mundiales o Europeos de Fútbol y otros deportes.
En el mundo de la radio, en 1987 fue designada Jefa de Deportes de Radiocadena Española.
En prensa escrita, además, colaboró con los periódicos Marca, Diario 16, Pueblo e Informaciones, y fue subdirectora de la revista Gráfico Deportivo.
En la última etapa de su carrera profesional desempeñó el cargo de Directora de Producción Ejecutiva de Programas Deportivos de TVE durante casi diez años y posteriormente como directora general adjunta del Plan ADO. Ello lo compaginó con la Presidencia de la Asociación Española de la Prensa Deportiva entre 1993 y 2013.
Entre los premios recibidos, figura la Medalla de Plata al Mérito Deportivo. Otros cargos de honor que ostentó incluyen Vocal del Consejo Rector de Quinielas, Patrono de la Fundación de la Liga de Fútbol Profesional, miembro del Comité Olímpico Español, y Jurado del Premio Príncipe de Asturias de los Deportes.
Falleció en Madrid, como consecuencia de un cáncer de páncreas. Fue incinerada el 31 de julio de 2019 en el Cementerio de La Almudena de Madrid.